# Боржава (полонина)
Полони́на Боржа́ва (укр. Полонина Боржава) — горный массив на Полонинском хребте Украинских Карпат, между реками Латорицей и Рикой в пределах Закарпатской области (Украина). Длина свыше 50 км, ширина 34 км, высота до 1681 м (гора Стой). Южный склон полонины пологий, он удлинён и расчленён, северный — круто обрывается к долине реки Рипинки. К Боржавской полонине примыкает полонина Кук которую часто считают отдельным горным массивом. К этой полонине относится также хребет Паленый Грун. Дальний гребень полонины находится на расстоянии 44 км, поэтому Боржава представляет собой самую длинную полонину Закарпатья.
Пригребневые поверхности выравнены, с отдельными конусообразными вершинами:
- Стой (1681 м),
- Темнатик (1343 м),
- Большой Верх (1598 м),
- Магура-Жиде (1505 м),
- Граб (1374 м),
- Гемба (1498 м),
- Кук(1361 м) и другие.

Состоит из флиша (в слоях преобладают песчаники). Склоны расчленены притоками рек Боржавы, Латорицы и Рики. На высоте 1200—1450 м находится пояс буковых лесов, выше — горные долины. На склонах горы Стой — заказник государственного значения Росошный. Полонина Боржава в прошлом была районом отгонного овцеводства, в современности — район туризма.